# Belitsa (distrikt i Plovdiv)
Belitsa (bulgariska: Белица) är ett distrikt i Bulgarien.   Det ligger i kommunen Obsjtina Lăki och regionen Plovdiv, i den centrala delen av landet, 160 kilometer sydost om huvudstaden Sofia.
I omgivningarna runt Belitsa växer i huvudsak blandskog. Runt Belitsa är det glesbefolkat, med 18 invånare per kvadratkilometer.